# Chrysonotomyia babayanzi
Chrysonotomyia babayanzi är en stekelart som beskrevs av Svetlana N. Myartseva och Kurashev 1991. Chrysonotomyia babayanzi ingår i släktet Chrysonotomyia och familjen finglanssteklar.
Artens utbredningsområde är Turkmenistan. Inga underarter finns listade i Catalogue of Life.